# Les Instruments de musique
Pour l’article homonyme, voir Instrument de musique.
Pour plus de détails, voir Fiche technique et Distribution.
Les Instruments de musique (Toot, Whistle, Plunk and Boom) est un court métrage d'animation réalisé par Ward Kimball et Charles A. Nichols pour les studios Disney, sorti au cinéma le 10 novembre 1953. Il est considéré comme une Silly Symphony non officielle. Il constitue le deuxième et dernier volet de la mini-série Adventures in Music, après Melody (1953).

## Synopsis
Le professeur Owl (Hibou) essaye d'enseigner la musique à ses élèves. Il leur apprend les principes ayant conduit à la création des instruments de musique. Il explique avec démonstration depuis la préhistoire que quatre sons de base sont à l'origine des quatre familles d'instrument :
- le tuuut des trompes
- le fschuiii des flutes
- le ploc des cordes
- le boum des percussions

## Fiche technique
- Titre original : Toot, Whistle, Plunk and Boom ou Adventures in Music : Toot, Whistle, Plunk and Boom
- Autres titres
  - France : Les Instruments de musique
- Série : Silly Symphonies non officielle
- Réalisateur : Ward Kimball, Charles A. Nichols
- Scénario : Dick Huemer
- Voix : Thurl Ravenscroft (les Mellomen), Bill Thompson (professeur Owl)
- Animation[2] : Xavier Atencio, Marc Davis, Ward Kimball, Art Stevens, Julius Svendsen, Henry Tanous
- Couleur : Eyvind Earle
- Directeur artistique[2] : Kendall O'Connor assisté de Victor Haboush
- Conception des personnages : Tom Oreb
- Producteur : Walt Disney
- Production : Walt Disney Productions
- Distributeur : RKO Radio Pictures
- Date de sortie : 10 novembre 1953[3]
- Format d'image : Couleur (Technicolor)
- Son : Mono (RCA Sound System)
- Musique : Joseph Dubin
- Durée : 10 min
- Langue : (en)
- Pays de production :  États-Unis

## Distinction
- Oscar du meilleur court-métrage d'animation 1953

## Commentaires
Ce film est la suite de Melody (1953, aussi nommé Adventures in Music: Melody). 
C'est le premier dessin animé à avoir été tourné en CinemaScope. C'est aussi le premier court métrage d'animation distribué par Buena Vista Distribution en 1963, lors de sa ressorti sur les écrans américains.
Ce film marque un tournant. C'est le premier court métrage de Disney à utiliser une "animation limitée", comprenant des personnages stylisés et non réalistes. Cette technique était toutefois populaire dans les autres studios depuis une ou deux années et certains ont considéré que Disney n'innovait pas. Cela n'a pas empêché Les Instruments de musique de remporter l'oscar du meilleur court métrage d'animation en 1953. Les décors du film sont l'œuvre d'Eyvind Earle, directeur artistique sur La Belle au bois dormant (1959).
Le rôle didactique du personnage du professeur Owl, qui ne participa qu'à la mini-série Adventures in Music, fut confié en 1961 à Donald Dingue.